# Házasságért örökség
A Házasságért örökség (eredeti cím: No: 309) 2016 és 2017 között vetített török romantikus dráma sorozat, amelyet Asli és Banu Zengin alkotott és írt.
A producere Şenay Abacı Turgut. A rendezője Halsan Tolga Pulat. A zeneszerzője Buray. A főszerepekben Demet Özdemir és Furkan Palalı láthatók. A sorozat a Gold Film gyártásában készült, forgalmazója a Fox TV.
Törökországban 2016. június 1-től volt látható a Fox TV-n. Magyarországon 2021. március 2-a és 2021. augusztus 20-a között sugározta a LifeTV.

## Cselekmény
A két unokatestvér, Onur és Erol nagyapjuk halála után kapnak egy videót, amin az idős milliomos végrendelete szerepel. A nagyapa felvilagosítja őket arról, hogy az az unokája kapja meg a családi társaság részesedését, aki hamarabb megnősül. Azért, hogy Onur szerezze meg a vagyont, az anyja kötelezi egy vakrandira. Onur ott megismerkedik Lale-vel. A vakrandi egy őrültségekkel teli vad éjszakával végződik és mindketten berúgnak. Az éjszakát egy szálloda 309. szobájában töltik. Reggel semmire sem emlékeznek az előtte levő éjszaka történéseiből, ezért elbúcsúznak egymástól és megállapodnak abban, hogy soha többé nem találkoznak. Három hónappal később azonban Lale rájön, hogy terhes Onurtól.

## Szereplők
| Szereplő              | Színész              | Magyar hangja      |
| --------------------- | -------------------- | ------------------ |
| Lale Yenilmez Sarıhan | Demet Özdemir        | Bogdányi Titanilla |
| Onur Sarıhan          | Furkan Palalı        | Szatory Dávid      |
| Songül Yenilmez       | Sumru Yavrucuk       | Vándor Éva         |
| Kurtuluş Yorulmaz     | Gökçe Özyol          | Harcsik Róbert     |
| Erol Sarıhan          | Cihan Ercan          | Péter Richárd      |
| Yıldız Sarıhan        | Özlem Tokaslan       | Kocsis Mariann     |
| Fikret Sarıhan        | Suat Sungur          | Rosta Sándor       |
| Betül Sarıhan         | Sevinç Erbulak       | Timkó Eszter       |
| Şadi Sarıhan          | Beyti Engin          | Rába Roland        |
| Nilüfer Yorulmaz      | Fatma Toptaş         | Solecki Janka      |
| Pelinsu Yalın         | İrem Helvacıoğlu     | Pánics Lilla       |
| Nergis Yenilmez       | Pelin Uluksar        | Lamboni Anna       |
| Samet Yetiş           | Murat Tavlı          | Seszták Szabolcs   |
| Filiz Sarıhan         | Ceren Taşçı          | Kokas Piroska      |
| Dr. Onur Saygın       | Fatih Ayhan          | Gubányi György     |
| Şebnem Yalın          | Eda Özel             | Orosz Anna         |
| Gülşah Yorulmaz       | Ömrüm Nur Çamçakallı | Bak Julianna       |
| Serife                | Özlem Ulukan         | Koncz-Kiss Anikó   |
| Sedef                 | Selen Sesen          | Pap Katalin        |
| İsmet Sarıhan         | Nurşim Demir         | Zsurzs Katalin     |

## Évados áttekintés
| Évad | Évad | Török epizódok száma | Magyar epizódok száma | Eredeti sugárzás     | Eredeti sugárzás   | Eredeti adó      | Magyar sugárzás     | Magyar sugárzás  | Magyar adó |
| Évad | Évad | Török epizódok száma | Magyar epizódok száma | Évadpremier          | Évadfinálé         | Eredeti adó      | Évadpremier         | Évadfinálé       | Magyar adó |
| ---- | ---- | -------------------- | --------------------- | -------------------- | ------------------ | ---------------- | ------------------- | ---------------- | ---------- |
|      | 1    | 59                   | 183                   | 2016. június 1.      | 2017. augusztus 2. |                  | 2021. március 2.    | 2021. július 29. |            |
|      | 2    | 6                    | 18                    | 2017. szeptember 30. | 2017. október 25.  | 2021. július 30. | 2021. augusztus 20. |                  |            |